# Heinrich Barth (Maler)

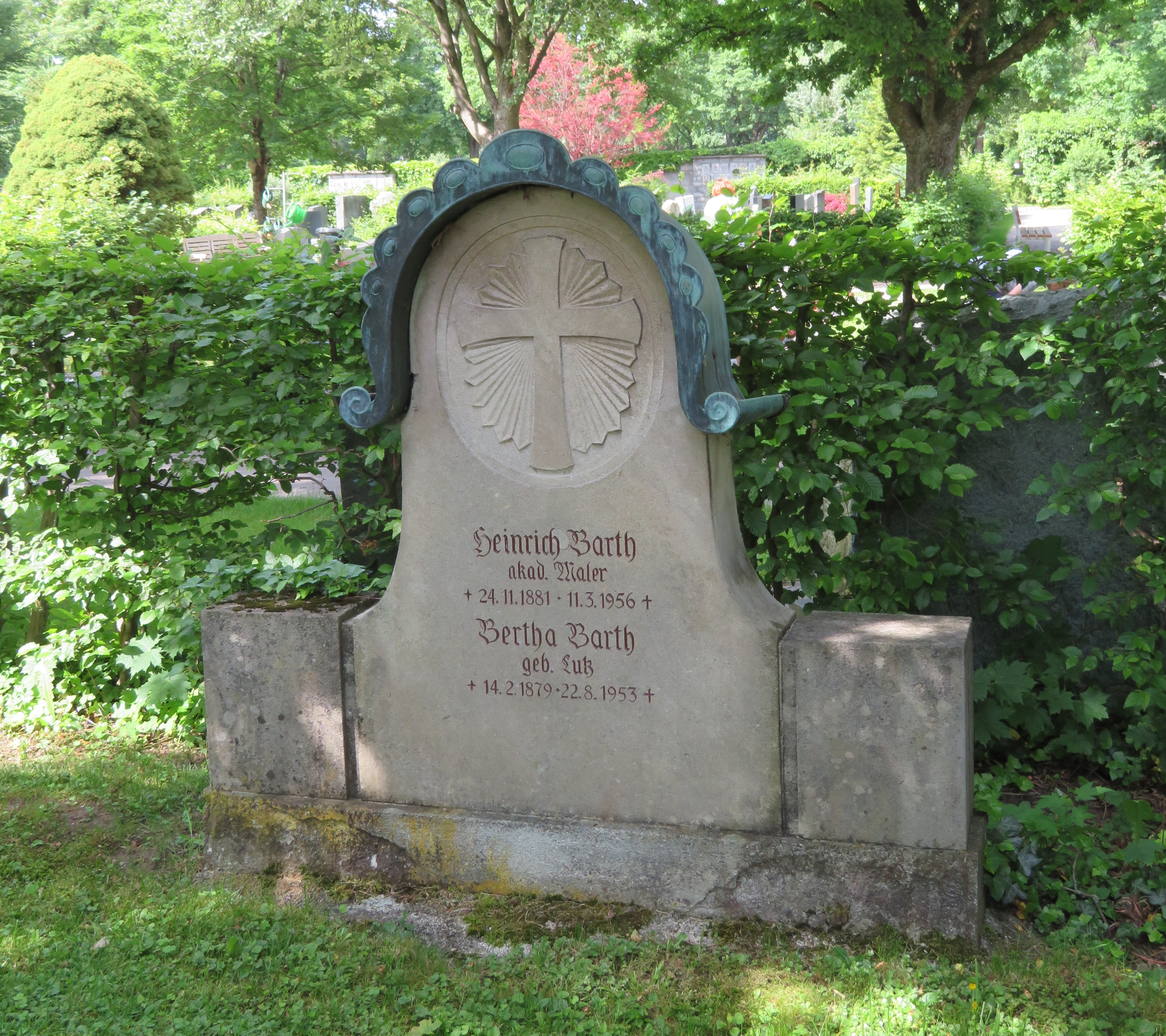
Barths Grabstein auf dem Friedhof in Sonthofen

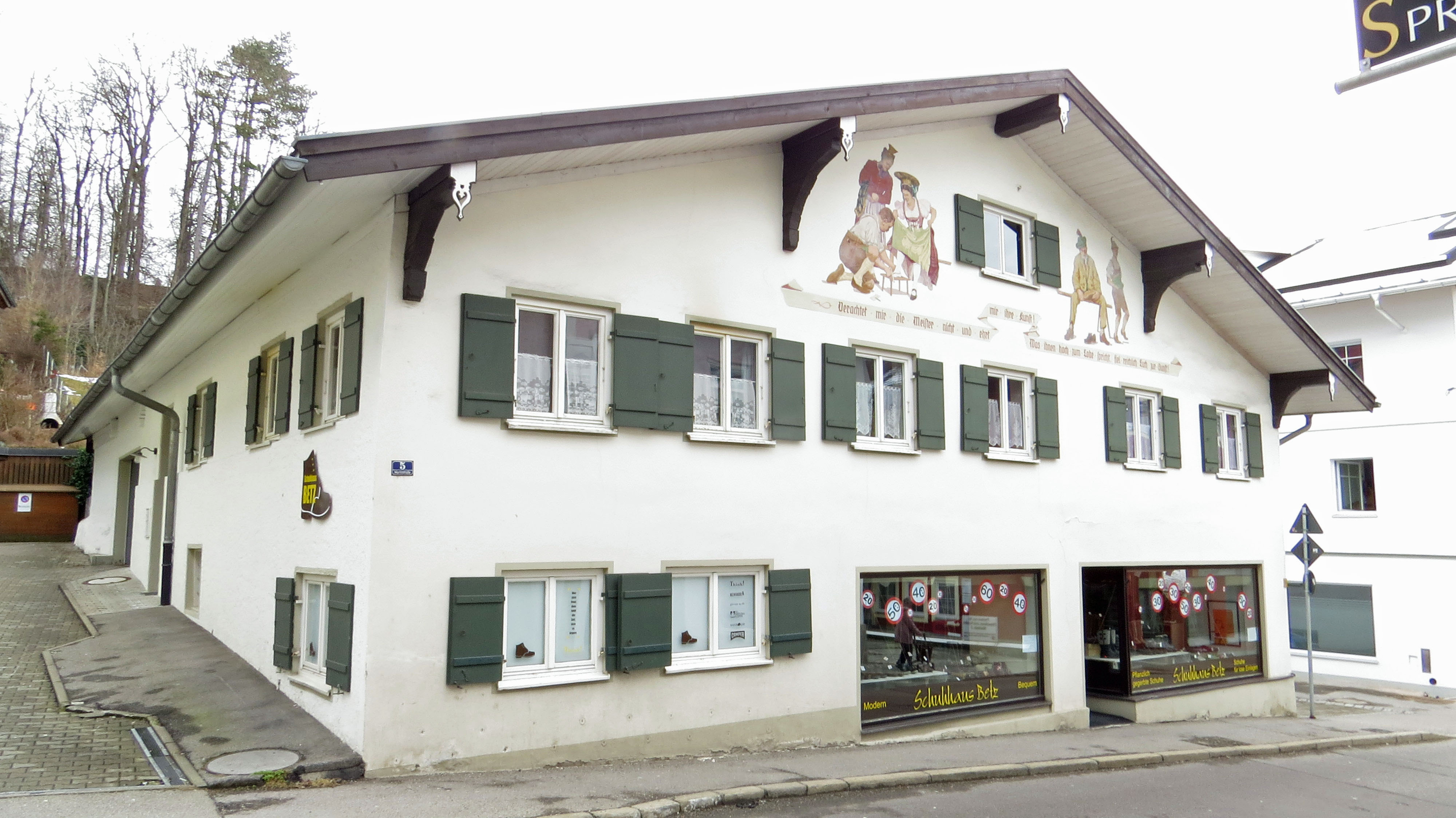
Fresko am einstigen Schuhhaus Übelhör von 1937

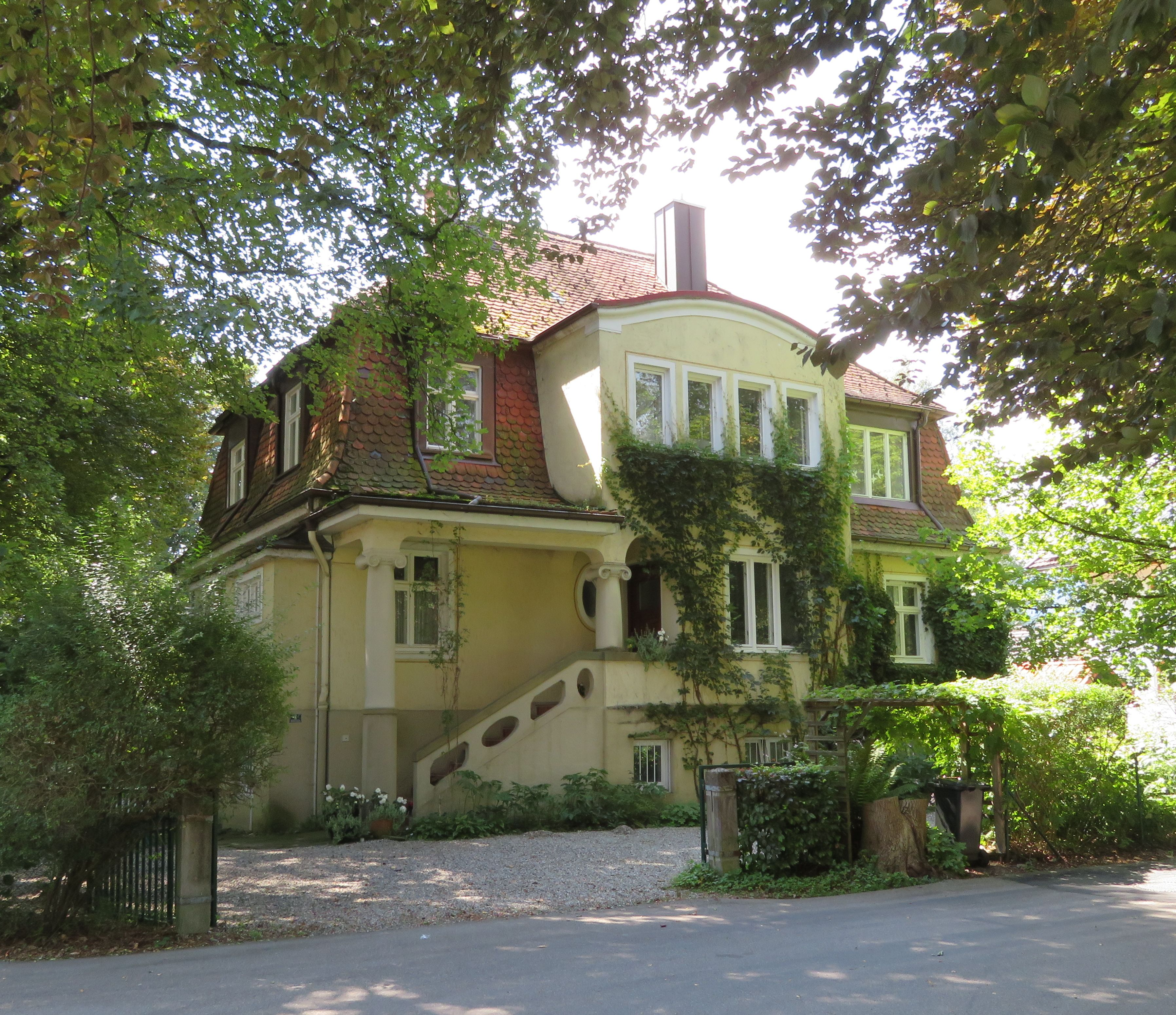
Barths Villa in der Südstraße 1 in Sonthofen

Heinrich Barth (* 24. November 1881 in Aalen; † 12. März 1956) war ein deutscher Maler und Autor. 

## Leben und Werke
Heinrich Barth war der Sohn eines Lokomotivführers. Nach dem Besuch der Werktagsschule in seiner Geburtsstatt Aalen absolvierte er eine Malerlehre in Rottweil und zog dann nach Stuttgart. Dort und in weiteren Großstädten arbeitete er als Malergehilfe und übte sich, wie auch während seiner zweijährigen Militärzeit in Nürnberg, viel im Zeichnen. Seinem Wunsch nach einer besseren Ausbildung kam der Vater nach, indem er ihm den Besuch der Städtischen Malschule in München finanzierte; die Stadt München verlieh Barth bereits im zweiten Semester eine Auszeichnung. Mit einem kurzen Intermezzo als Geschäftsführer eines Malereibetriebs in Metz arbeitete Barth bis 1906 meist in München; dann zog er nach Sonthofen, wo er ein eigenes Geschäft eröffnete und 1907 Berta Lutz heiratete. Aus der Ehe gingen mindestens zwei Töchter hervor. 
Auf der Malerfachausstellung in Darmstadt erhielt Barth 1907 eine Auszeichnung. 
Er renovierte die Gemälde in der Stadtkirche von Sonthofen und gestaltete die Fassaden des dortigen Gasthauses zum Löwen, des Hauses Dausch und des Rathauses. 1912 erhielt Barth, der in dieser Zeit auch seine Villa in der Südstraße 1 in Sonthofen bauen ließ, eine Sondererlaubnis zum Studium in München. Sein Lehrer wurde Martin Feuerstein. Das Studium absolvierte Barth in den Wintersemestern, während er in der Sommerzeit weiterhin sein Malergeschäft in Sonthofen führte. Im Jahr 1913 malte er die neu errichtete evangelische Kirche in Sonthofen aus.
Während des Ersten Weltkrieges war Barth als Mitglied der Gebirgsartillerie in Österreich und auf dem Balkan im Einsatz; 1917 wurde er damit beauftragt, das Kampfgelände in den rumänischen Bergen zeichnerisch zu dokumentieren. 
In der Zwischenkriegszeit gestaltete Barth zahlreiche weitere Fassaden in Sonthofen, darunter die des Spital- und Benefiziatenhauses und der Brauerei Hirsch und die der Bezirkssparkasse in der Hochstraße (1932). Das Fresko am Schuhmacherhaus Übelhör in der Marktstraße schuf er 1937. In der Schützenstraße gestaltete er ein Fresko am Haus Soyer. Barth gestaltete auch das Gewölbe im Bräustüble und bemalte 1930 die Möbel für das Barockstüble der Sonnenalp. In einem biographischen Abriss, den Gunther le Maire 2007 über Heinrich Barth veröffentlichte, wird allerdings bemängelt, er sei nach dem Ersten Weltkrieg ausgebrannt gewesen und habe nur noch „nette“ Bilder gemalt, wohingegen er nach seinem Akademiestudium „ausgezeichnete Porträts und Stillleben, mit bester Abstraktion“ gemalt habe. 

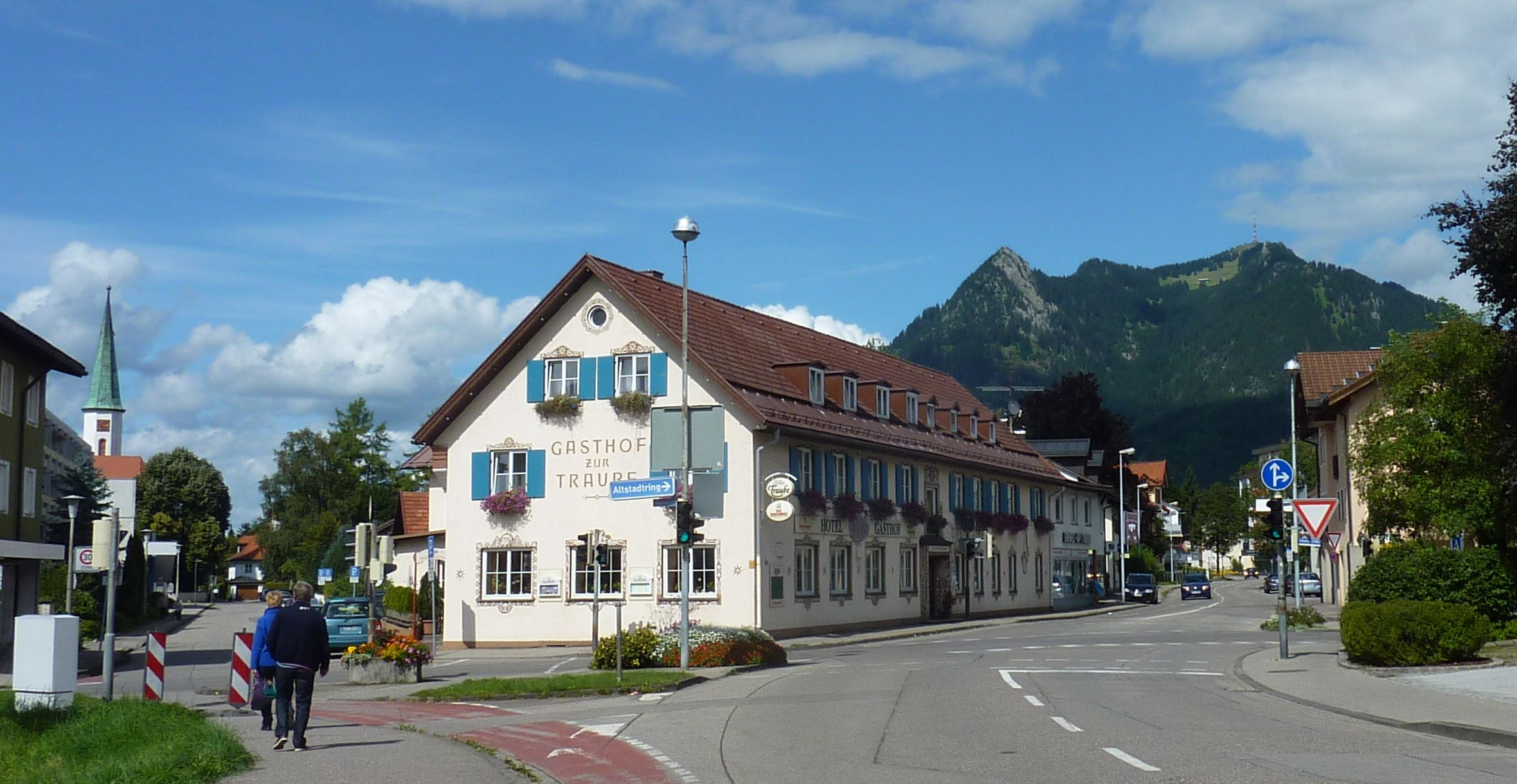
Das Gasthaus Traube, in dem Barths Zeichenschule ansässig war

Heinrich Barth, der bereits 1910 seine Praktischen Kalkulationen für das Malerhandwerk herausgegeben hatte, war wirtschaftlich nicht sonderlich erfolgreich. 1925 musste er sein Haus verkaufen. Etwa von 1930 bis 1933 existierte seine Zeichenschule für Erwerbslose, die ihren Sitz im Gasthaus Traube hatte. Von 1932 bis 1935 arbeitete er als Lehrer für Freihandzeichnen an der Bürgerschule. 1938 erlitt er bei einem Autounfall schwere Verletzungen, 1952 übergab er sein Malergeschäft einem Nachfolger. 
Heinrich Barth, der Wahl-Sonthofener, entwarf eine Tracht für Sonthofen, engagierte sich unter anderem im Alpenverein und bei der Friedhofsgestaltung und schrieb einen Führer Von der Alpe Egg bis Elbigenalp; 1935 erschien sein Führer von Sonthofen und Umgebung. Er gehörte zeitweise dem Vorsitz der Liedertafel an, ebenso dem Skiclub und einer Schuhplattlergruppe. Im Jahr 2000 wurde eine Ausstellung seiner hinterlassenen Arbeiten gezeigt. Der ebenfalls in Sonthofen ansässige Kunsterzieher und Künstler Franz Meier sammelte und restaurierte diese Werke, die er dann der Stadt Sonthofen schenkte. Diese besitzt mittlerweile 71 Gemälde Barths. Im Jahr 2013 wurde das sogenannte Baderhaus neben der Kirche St. Michael anlässlich des Stadtjubiläums zum Ausstellungsort für Besitztümer des städtischen Museums umgestaltet. Einer der Räume war dem Werk Barths gewidmet.
Heinrich Barths Grabmal ist auf dem seit 1583 bestehenden Friedhof in Sonthofen erhalten geblieben.